# Контрада Рибутино (Мачерата)
Контрада Рибутино (итал. Contrada Ributino) насеље је у Италији у округу Мачерата, региону Марке.
Према процени из 2011. у насељу је живело 23 становника. Насеље се налази на надморској висини од 193 м.